# Zacky Vengeance
Zacky Vengeance, pseudonimo di Zachary James Baker (Olympia, 11 dicembre 1981), è un chitarrista e cantante statunitense, membro fondatore del gruppo musicale heavy metal Avenged Sevenfold.

## Biografia
Baker iniziò a suonare la chitarra all'età di 13 anni nonostante l'essere mancino gli rendesse difficile imparare da autodidatta. Confessò lui stesso di non aver mai frequentato scuole di musica e di essersi perfezionato con l'aiuto di un maestro che gli impartì lezioni private oltre che con l'aiuto del suo amico e compagno di band Synyster Gates.
Esordì come chitarrista nel suo primo gruppo punk rock, i Mad Porn Action, ma quando gli amici di infanzia M. Shadows e The Rev gli proposero di formare una loro band nel 1999 decise di abbandonare i M.P.A. e fondò gli Avenged Sevenfold, con i quali raggiunse pochi anni dopo il successo mondiale.
Nel dicembre del 2005 Zacky fondò con l'aiuto di alcuni amici la Vengeance University, una linea di abbigliamento ancora attiva che sin dall'inizio rappresentò non solo la sua passione per l'horror ma anche una sua filosofia di vita ovvero "The best revenge is bettering yourself".

## Vita privata
Nel 2011 Zacky convolò a nozze con la storica fidanzata Gena Paulhus con cui però divorziò pochi anni dopo. Nel 2014 si sposò nuovamente con Meaghan, modella della Vengeance University di cui è titolare. La coppia ha avuto nel 2015 il loro primogenito Tennessee James.

## Discografia

### Con gli Avenged Sevenfold
- 2001 – Sounding the Seventh Trumpet
- 2003 – Waking the Fallen
- 2005 – City of Evil
- 2007 – Avenged Sevenfold
- 2008 – Live in the LBC & Diamonds in the Rough
- 2010 – Nightmare
- 2013 – Hail to the King
- 2016 – The Stage
- 2023 – Life Is but a Dream...